# سعید نجفزاده
سعید نجفزاده (ترکی آذربایجانی: Səid Nəcəfzadə؛ زادهٔ ۱۴ ژانویهٔ ۱۹۹۹) ورزشکار پارالمپیکی اهل جمهوری آذربایجان در رشته پرش طول است. وی پرچمدار جمهوری آذربایجان در بازی‌های پارالمپیک تابستانی ۲۰۲۰ و بازی‌های پارالمپیک تابستانی ۲۰۲۴ بود.

## زندگی
سعید نجفزاده در ۱۴ ژانویه سال ۱۹۹۹ در شهر سومقاییت جمهوری آذربایجان تولد یافت.

## ورزش حرفه‌ای
سعید نجفزاده به نمایندگی از جمهوری آذربایجان در ماده پرش طول دسته تی ۱۲ در بازی‌های پارالمپیک تابستانی ۲۰۲۰ شرکت کرد و موفق به کسب مقام سوم شد.
او در پرش طول دسته تی ۱۲ در مسابقات جهانی دو و میدانی ۲۰۲۳ در پاریس، پایتخت کشور فرانسه، مدال برنز به دست آورد.
سعید نجفزاده در ماده پرش طول دسته تی ۱۲ در بازی‌های پارالمپیک تابستانی ۲۰۲۴ به رقابت پرداخته و مقام اول را ازآن خود کرد.

## جایزه‌ها
بنابر دستور الهام علی‌اف، رئیس‌جمهور آذربایجان، مورخ ۱۰ سپتامبر سال ۲۰۲۴، به سعید نجفزاده و مربی‌اش به خاطر کسب مدال طلا در بازی‌های پارالمپیک ۲۰۲۴ به ترتیب جایزه‌های ۲۰۰ هزار و ۱۰۰ هزار منات آذربایجان اهدا شد.
به موجب دیگر حکم هم‌زمان رئیس‌جمهور آذربایجان، از سعید نجفزاده با اعطای نشان برای خدمت به میهن درجه یک تقدیر به عمل آمد.